# Дехконобод (район Рудаки)
Дехконобод (тадж. Деҳқонобод, до 2008 года — Правда 1,2,3) — село в районе Рудаки Республики Таджикистан. 
Входит в состав джамоата (сельской общины) Россия района Рудаки.
Находится недалеко от г. Душанбе, на расстоянии 15 км от райцентра (пгт. Сомониён) и ок. 1 км от центра общины (село Куштеппа).
Население — 5524 чел. (2017).